# Esther & Abi Ofarim
Esther & Abi Ofarim waren ein israelisches Gesangsduo, das in den 1960er Jahren international bekannt war. Ihre größten Erfolge waren Cinderella Rockefella und Morning of My Life.

## Werdegang
Die Sängerin Esther Zaied lernte Ende der 1950er Jahre Abraham Reichstadt kennen. Beide traten in Israel mit folkloristischen Titeln unter dem Künstlernamen Ofarim auf, was so viel wie Rehkitze bedeutet. 1959 gründeten sie im Anschluss an die gemeinsam verbrachte Militärzeit das Gesangsduo Esther & Abi Ofarim. Der erste Auftritt des Duos fand im Hebrew Theatre Club statt, dem israelischen Nationaltheater. Hier waren Abi Ofarim als Tänzer und Esther Zaided als Sängerin engagiert. Das Duo begann mit folkloristischen Titeln, wobei sie früh die Arbeitsteilung etablierten, dass sie den Gesangspart übernahm, während er Gitarre spielte und als Zweitstimme für den dunklen Background zu ihrer hellen Stimme sorgte. Als Gesangsduo im Hintergrund bestritten die beiden eine Szene in dem 1959er-Abenteuerfilm Brennender Sand, in dem Daliah Lavi die Hauptrolle spielte. Als offizielle Duo-Veröffentlichung erschien im selben Jahr die erste Schallplatte mit jüdischen Liedern.
In der Folgezeit mehrten sich Auftritte auf nationalen und internationalen Festivals – unter anderem dem Song-Festival in Tel Aviv sowie dem Internationalen Musik-Festival in Zoppot in Polen. 1961 heirateten sie und 1963 verlegten sie ihren Wohnsitz nach Genf in der Schweiz. Nach ihrem Erfolg beim Eurovision Song Contest 1963 in Großbritannien, bei dem Esther für die Schweiz mit dem Titel T’en va pas den zweiten Platz belegte, wurde das Paar auch international bekannt. Die Zeitschrift Twen veröffentlichte in ihrer Schallplattenedition das Album Songs der Welt, wofür das Duo unter anderem eine Goldene Schallplatte in Deutschland bekam. Es folgten Nebenrollen in Filmen wie der Komödie Es war mir ein Vergnügen (1963) sowie dem Thriller Das Wirtshaus von Dartmoor (1964). Ab Mitte der 1960er war das Duo stetig in den Hitparaden präsent. Das Repertoire reichte von anspruchsvollen Schlagern über Chansons bis hin zu folkloristischen Stücken sowie Coverversionen international bekannter Folksongs. 1965 nahmen Esther und Abi Ofarim die Single Ich frag' mich, was wird aus mir auf. Dieser Schlager floppte überall. Zum allseits bekannten Hit in den Schlagerparaden wurde die B-Seite Bye, Biddy - Bye, Bye, Jack. In den Rundfunkanstalten wurde dieses Lied täglich unzählige Male gespielt. Der große Durchbruch in Deutschland erfolgte mit dem Stück Noch einen Tanz (1966). Größter Erfolg dort war das im Folgejahr veröffentlichte Morning of My Life – ein Stück von den Bee Gees, das in der deutschen Hitparade Platz zwei erreichte. Den Durchbruch auf dem internationalen Markt erzielte das Duo 1968 mit dem Titel Cinderella Rockefella – ein Stück, welches auch in Großbritannien Spitzenpositionen in den Musikcharts erreichte. Im selben Jahr erfolgte ein Auftritt in der Royal Albert Hall sowie ein Zusammentreffen mit der britischen Queen.
In der zweiten Hälfte der 1960er erreichten Esther & Abi Ofarim endgültig den Status als internationale Popstars. 1969 erhielten sie fünf Goldene Schallplatten und waren so bekannt, dass ihre Songs auch in arabischen Ländern wie Jordanien und Libanon im Radio gespielt wurden. Lediglich in Israel wurde das Duo in vielen Hörfunksendungen nicht gespielt, weil ihr Erfolg in Deutschland für eine Reihe dortiger Radiomacher ein vor dem Hintergrund des Holocaust schwer zu verkraftender Umstand gewesen sei; erst in den späteren Jahren setzte sich die Erkenntnis durch, so Abi Ofarim, dass die beiden „Israels beste Botschafter“ seien.
Zeitgleich mit dem Erfolg von Cinderella Rockefella kam es zu einem Zerwürfnis mit der Illustrierten Stern. Die Zeitschrift, die zeitweilig als Sponsor des Duos fungiert hatte, war zu einer kritischeren Berichterstattung übergeschwenkt. Abi Ofarim – so der Spiegel 1968 in einem Artikel über diese Zwistigkeiten – habe mitauftretende Künstler sowie TV-Verantwortliche als „Scheißdeutsche“ bezeichnet und zur Abklärung von Rangfolgen bei Auftritten Ausdrücke wie „Faschisten“ und „Nazis“ verwendet. Ihre letzten Fernsehshowauftritte absolvierten Esther & Abi Ofarim Anfang 1969 in Der goldene Schuß sowie der von Peter Frankenfeld moderierten Charity-Show Stars in der Manege.
Das letzte gemeinsame Konzert des Duos fand im März 1969 in Köln statt. Im selben Jahr trennte sich das Paar, 1970 ließ es sich scheiden. Beide Künstler gingen danach eigene Wege. Abi Ofarim gründete eine Promotionfirma in München und war auch als Solokünstler tätig; er starb im Mai 2018. Esther Ofarim zog sich zunächst aus dem Showgeschäft zurück, nahm 1972 jedoch wieder eine Langspielplatte als Solistin auf und arbeitet seitdem wieder als Sängerin.